# Vernal
Vernal je prigradsko naselje u Puli koje administrativno pripada mjesnom odboru Šijana.
Vernal sa sjevera ograničuje Galižana (Grad Vodnjan), s istoka željeznička pruga, čvor Pula i zračna luka Pula, s juga Šijanska šuma, a sa zapada Vidrijan.
Na Vernalu se nalazi arheološko nalazište, dva izvora pitke vode (Marčanica i Ledinica), a na jugozapadu se nalazi svetište Gospe od Milosti u Šijani.